# Ismael (film, 2013)
Pour les articles homonymes, voir Ismaël (homonymie).
Pour plus de détails, voir Fiche technique et Distribution.
Ismael est un film dramatique espagnol coécrit et réalisé par Marcelo Piñeyro, sorti en 2013.

## Synopsis
Ismael Tchou, 10 ans et d'une mère africaine, prend le train en direction de Barcelone. Il s'est enfui de sa maison dans le but de trouver Félix Ambrós, son père, qu'il n'a malheureusement jamais connu. Sa piste unique est l'adresse d'un appartement à Barcelone, écrite dans l'adresse de retour d'une lettre à sa mère. 
Une fois là, il réussit à trouver l'appartement, mais au lieu de trouver son père, il trouve une femme élégante dans la cinquantaine, Nora, qui se trouve être la mère de Félix. Felix n'a jamais parler à Nora de l'existence de cet enfant.

## Fiche technique
- Titre : Ismael
- Réalisation : Marcelo Piñeyro
- Scénario : Veronica Fernandez/Marcelo Figueras/Marcelo Piñeyro
- Musique : Javier Limón
- Photographie : Xavi Giménez
- Montage : Irene Blecua
- Production : Francisco Ramos
- Sociétés de production : A. Zeta Cinema/ Antena 3 Films
- Sociétés de distribution : Espagne Warner Bros. Entertainment
- Pays d’origine : Espagne
- Langue : Espagnol
- Durée : 110 minutes
- Format : Couleurs - 35 mm - 2.35:1 -
- Son : Dolby numérique
- Genre : Film de drame
- Dates de sortie : 
  -  Espagne : 25 décembre 2013

## Distribution
- Belén Rueda : Nora
- Mario Casas : Félix
- Sergi López : Jordi
- Ella Kweku : Alika
- Juan Diego Botto : Luis
- Larsson do Amaral : Ismael
- Mikel Iglesias : Chino
- Nabil Bouyazzam : Aziz
- Samad El Gandhi : Mogollón
- Michael Harran : Bonobo
- Gemma Brió : Leyre
- Carmela Poch : le professeur Centro
- David Long : David

## Distinctions
Le film a été nommé au prix Goya du meilleur acteur dans un second rôle